# Talsteußlingen
Talsteußlingen ist ein Ortsteil der Stadt Schelklingen im Alb-Donau-Kreis in Baden-Württemberg. Der Weiler liegt rechts der Schmiech unterhalb von Schloss Neusteußlingen.

## Geschichte
Der Ort war ein Burgweiler zu Füßen des Schloßbergs, welcher Burg und Schloss Neusteußlingen trug, und Teil der Herrschaft Steußlingen. Anfänglich bestand der Weiler lediglich aus der Getreidemühle, welche im 20. Jahrhundert ihren Betrieb einstellte. Das Lagerbuch des Amts Steußlingen von 1700/1701 nennt als weitere Gebäude am Fuß des Schloßbergs ein Hirtenhäuschen für den Hirten des Talviehs, das Vogthaus und eine bereits vor 1700/01 abgegangene Ziegelhütte. Das Gasthaus zum Löwen wurde erst nach 1700/01 zu  Anfang des 18. Jahrhunderts errichtet. Über die Schmiech führte 1700/01 noch keine Brücke, sondern es gab eine Furt.
Anfang des 19. Jahrhunderts wurde der Weiler als Teil von Ennahofen dem Oberamt Ehingen zugeteilt. 
Talsteußlingen wurde Anfang der 1970er Jahre dem Alb-Donau-Kreis zugeteilt und 1976 nach Schelklingen eingemeindet.